# 프로이센-오스트리아 전쟁
프로이센-오스트리아 전쟁(독일어: Preußisch-Österreichischer Krieg, Deutscher Krieg), 보오전쟁(普墺戰爭) 또는 7주 전쟁(Seven Weeks' War)은 소 독일주의로 통일을 추구하던 프로이센과 대 독일주의를 지향하던 오스트리아의 합스부르크 왕조 간에 독일 연방 내의 주도권을 둘러싸고 벌인 전쟁이다. 이 전쟁에서 프로이센이 승리함으로써 독일은 프로이센 중심의 소 독일주의로 통일을 하게 된다.